# Заас-Грунд
Заас-Грунд (нім. Saas-Grund) — громада  в Швейцарії в кантоні Вале, округ Фісп.

## Географія
Громада розташована на відстані близько 100 км на південь від Берна, 50 км на схід від Сьйона.
Заас-Грунд має площу 24,8 км², з яких на 2% дозволяється будівництво (житлове та будівництво доріг), 9% використовуються в сільськогосподарських цілях, 14,4% зайнято лісами, 74,6% не є продуктивними (річки, льодовики або гори).

## Демографія
2019 року в громаді мешкало 986 осіб (-11% порівняно з 2010 роком), іноземців було 11,1%. Густота населення становила 40 осіб/км².
За віковим діапазоном населення розподілялося таким чином: 16,5% — особи молодші 20 років, 61,3% — особи у віці 20—64 років, 22,2% — особи у віці 65 років та старші. Було 436 помешкань (у середньому 2,2 особи в помешканні).
Із загальної кількості 527 працюючих 60 було зайнятих в первинному секторі, 41 — в обробній промисловості, 426 — в галузі послуг.